# Bruno Moll (Dokumentarfilmer)
Bruno Moll (* 4. Juli 1948 in Olten) ist ein Schweizer Dokumentarfilmer aus Aargau.

## Leben
Bruno Moll besuchte Schulen in Aarburg und Zofingen und absolvierte zunächst eine Berufslehre in der Zofinger Grapha als Maschinenzeichner, bevor er sich von 1972 bis 1974 zum Fotografen ausbilden liess. Seit 1975 ist er als freier Fotograf, Fotojournalist und Kameraassistent tätig, seit 1978 als freischaffender Autor und Regisseur.
Sein Film Pizza Bethlehem wurde im Jahr 2010 sowohl mit dem Zürcher Filmpreis als auch mit dem Berner Filmpreis ausgezeichnet.

## Filmografie
- 1978: Gottliebs Heimat – Skizzen einer Auswanderung
- 1980: Samba Lento
- 1982: Das ganze Leben
- 1984: Der sanfte Weg
- 1984: Zwischen Himmel und Hölle
- 1985: Hammer
- 1987: Hungerzeit
- 1987: Viele Augen sehen mehr
- 1988: Der Schuh des Patriarchen (Portrait der Unternehmerfamilie Bally: Carl Franz Bally 1821–1899, Eduard Bally 1847–1926, Iwan Bally)
- 1989: André Jaunet – Flötist
- 1989: Feuer frei!
- 1989: J’aimerais savoir
- 1989: Was wäre wenn…?
- 1992: Gente di Mare
- 1993: Die bösen Buben
- 1995: Chaospiloten – Der Traum von der eigenen Firma
- 1995: Franz Anatol Wyss – Berliner Spuren
- 1995: Mekong
- 1996: Müesliland
- 1998: Brain Concert
- 1998: Golf & Golf – Zwei Männer am Ball
- 1999: Das Fest der Hirten
- 1999: Migräne – Inferno im Kopf
- 2000: Der Sozialkapitalist – Gottlieb Duttweiler (Portrait des Migros-Gründers Gottlieb Duttweiler)
- 2000: Erich von Dänikens Traum
- 2000: Klangkörper – Der Schweizer Pavillon an der Expo 2000
- 2001: Der Tunnel
- 2001: Trommeln und Trance – Das Candomblé in Salvador do Bahia
- 2002: Requiem für ein Oval – Das Zürcher Sechstagerennen
- 2003: Auenland
- 2003: Die Trommeln von Harar – Religiöse Musik in Äthiopien
- 2003: Fit for live
- 2004: Wer keinen Pass hat ist ein Hund – Bertolt Brecht und die Schweiz
- 2005: Erinnern
- 2005: Venedig soll sehr schön sein
- 2006: Illusionswelten
- 2006: Tochter des Meeres
- 2007: Die Tunisreise
- 2007: Ghana St.Gallen retour
- 2007: Zu Fuss nach Santiago de Compostela
- 2008: Die Rätoromanen – eine Aussensicht
- 2009: Quels da Lü
- 2010: Pizza Bethlehem
- 2012: Alpsegen
- 2013: Take off
- 2014: Schubert und Ich
- 2019: The Song of Mary Blane
- 2023: Die Girls vom FC Bethlehem

## Auszeichnungen
- 1976: Eidgenössisches Stipendium für angewandte Kunst – Fotografie
- 1979: Werkjahrbeitrag Kanton Solothurn
- 1982: Interfilm-Preis am Forum des jungen Films Berlin für Das Ganze Leben
- 1984: Förderpreis Stiftung Landis und Gyr
- 1986: Filmpreis des Kanton Solothurn
- 1987: EDI-Auszeichnungen Bester Auftragsfilm des Jahres für Viele Augen sehen mehr
- 1989: EDI-Auszeichnungen Bester Auftragsfilm des Jahres für J’aimerais savoir
- 1993: Förderpreis der SBG Jubiläumsstiftung
- 1999: Berner Filmpreis für Brain Concert
- 1999: Nominierung für den Schweizer Filmpreis für Brain Concert
- 1999: Zürcher Filmpreis für Der Schuh des Patriarchen
- 2004: Anerkennungspreis der Stadt Olten
- 2010: Berner Filmpreis für Pizza Bethlehem
- 2010: Zürcher Filmpreis für Pizza Bethlehem